# 本多正意
本多 正意（ほんだ まさおき）は、駿河田中藩の第5代藩主。江戸幕府の若年寄。正重系本多家10代。

## 経歴
天明4年（1784年）4月5日に第4代藩主本多正温は正室の数（永井直珍の娘）と離婚したが、このとき数はすでに妊娠していた。このため、数は実家の永井家の江戸屋敷に戻り、9月16日に男児を出産した。これが正意である。後にこれを知った正温は正意を引き取り、自らの世子に指名した。
寛政12年（1800年）、父が田中騒動で隠居したため家督を継ぎ、12月16日に従五位下・豊前守に叙位・任官する。文化5年（1808年）6月9日に奏者番に任じられる。
藩政では小野成誠や石井縄斉らを登用して文武を奨励している。また、江戸留学を奨励し、金銭面で苦しい者に関しては現代の奨学金制度のような優遇措置を設けている。さらに化政期には俳諧が盛んになり、「花のさち」などが刊行されるなど、田中藩の文化は全盛期を迎えている。しかし文化13年（1816年）11月には増田五郎右衛門を中心とした百姓一揆が起こり、増田を処刑する代わりに百姓側の要求を受け入れざるを得なくなった。
文政5年（1822年）7月12日に寺社奉行に任じられ、文政8年（1825年）4月28日には若年寄に任命され、5月6日には遠江守に遷任する。文政12年（1829年）5月27日に死去した。享年46。跡を長男の正寛が継いだ。

## 系譜
父母
- 本多正温（父）
- 数 ー 永井直珍の娘（母）

正室
- 光 ー 戸田忠翰の娘

側室
- とし
- 花井 ー 金沢氏

子女
- 本多正寛（長男）生母は光（正室）
- 管沼正貞（次男）
- 本多正訥（七男）
- 米津田政室
- 堀田某室
- 玉虫某室

養女
- クマ ー 板倉勝職継々室、黒田直方の娘